# Ha-Po'alim
Ha-Po'alim (hebrejsky: הפועלים‎, doslova Dělníci) je městská čtvrť v západní části Jeruzaléma v Izraeli.

## Geografie
Leží v nadmořské výšce přes 750 metrů, cca 4 kilometry západně od Starého Města. Jde o podčást širšího urbanistického celku Bejt ha-Kerem. Na východě s ní sousedí univerzitní čtvrť Giv'at Ram, na jihu Giv'at Bejt ha-Kerem, na západě vlastní Bejt ha-Kerem, Šikun Har'el a Jefe Nof. Nachází se na vyvýšeném hřbetu, který na východě prudce spadá do údolí vádí Nachal Chovevej Cijon, kterým vede nová dálniční komunikace (západní obchvat města) Sderot Menachem Begin. Populace čtvrti je židovská.

## Dějiny
Vznikla, když zdejší parcely vykoupil v roce 1925 Mordechaj Jigal a rozdělil je na 30 stavebních míst po 1,5 dunamu (15 arů), která potom prodával členům pracovních oddílů Gdud ha-avoda. Zástavba má charakter zahradního předměstí, soustředěného podél ulic he-Chaluc a Banaj.